# Gospodar prstanov: Stolpa
Gospodar prstanov: Stolpa (prvotno angleško The Lord of the Rings: The Two Towers) je drugi del filmske trilogije Gospodar prstanov režiserja Petra Jacksona. Film, ki temelji na knjigi pisatelja J. R. R. Tolkiena, je izšel leta 2002.
Film je prejel dva oskarja: za najboljšo montažo zvoka in za posebne učinke. Skupni zaslužek filma je bil 900 milijonov dolarjev, s čimer je presegel prvi del trilogije in se uvrstil na 13. mesto med filmi z najvišjim zaslužkom vseh časov.

## Vsebina
Hobita Frodo in Samo se na poti proti Mordorju skušata prebiti skozi gorovje Emyn Muil, kjer pa se izgubita. Čez čas ju tam dohiti in napade Gollum, majhno bitje, ki je dolga leta posedovalo Prstan. Hobita ga ujameta, ta pa jima obljubi, da ju bo odpeljal v Mordor, čemur Samo sicer nasprotuje.
Odpelje ju iz Emyn Muila v Mrtve močvare. Frodo mu sčasoma vedno bolj zaupa, saj razume, kako močna in težavna je Prstanova volja, ki je Golluma tako dolgo obvladovala. Le-ta pa se sam pri sebi ne more odločiti, ali naj hobita skuša ubiti, ali naj jima pomaga. Enkrat pa ga Frodo pokliče po njegovem starem imenu - Smeagol, kakor se je imenoval, preden je ubil svojega bratranca Deagola zaradi Prstana. Takrat začne Frodu zaupati in ju varno popelje preko močvirja.
Na poti opazijo četo Haradcev, ki so na poti v Mordor, kjer se bodo pridružili Sauronu. Četo napade Faramir s svojimi lokostrelci, v zmedi Gollum pobegne, Froda in Sama pa zajamejo. Odpeljejo ju v njihovo skrivališče, kjer Gollum lovi ribe v prepovedanem tolmunu, kar se kaznuje s smrtjo. Frodo Faramirja prepriča, naj Golluma ne ubije, temveč ga ujame, kar pa uspe le tako, da Frodo Golluma ukane. To poruši vso zaupanje, ki ga je slednji pridobil do hobita. Faramir želi Frodu vzeti Prstan, vendar mu Samo pove, kaj se je zgodilo Boromirju. Odpeljejo ju v Osgiliath, kjer jih napade Nazgul in Frodo se mu pod vplivom Prstana skoraj vda, kar mu Samo komaj prepreči. Ko Faramir vidi, kako Prstan vpliva nanj, se odloči, da ju bo izpustil, ter s tem tvegal srd svojega očeta, gondorskega kraljevega namestnika, Denethorja.
Medtem Aragorn, Gimli in Legolas zasledujejo skupino Sarumanovih orkov, ki so zajeli Pippina in Merjadoka. Saruman namreč misli, da ima eden od njiju pri sebi Prstan Mogote. A orke napade skupine jezdecev iz Rohana, po katerem se prebijajo na poti v Orthanc. Merjadok in Pipin v zmedi bitke pobegneta v gozd Fangorn, kjer ju ujame ent Bradodrev in ju odpelje do Gandalfa, ki se je po bitki z Balrogom vrnil kot Gandalf Beli. Ent postane njun varuh, Gandalf pa poišče Aragorna, Legolasa in Gimlija.
Skupaj odpotujejo v Edoras, kjer prebiva Rohanski kralj Theoden. Tega je Saruman s pomočjo svojega sluge Grime začaral, Gandalf pa urok razbije in Theoden svoje ljudi odpelje v utrdbo Helmov brezen, saj pričakuje napad Sarumanovih orkov. Na poti jih napadejo jezdeci vargov in Aragorn pade čez pečino. Izmučenega ga najde njegov konj, Brego, ki ga odpelje v Helmov brezen. Tam se je branilcem pridružila skupina vilinskih bojevnikov, ki jih vodi Haldir.
Trdnjava na začetku bitke izgleda nepremagljiva, a orki uporabijo razstrelivo, ki ga je izumil Saruman, da uničijo zunanji zid in vdrejo v trdnjavo. Vsi vilini so ubiti, branilci pa se zatekajo vedno globlje v trdnjavo. Pred zoro že vse izgleda izgubljeno, takrat pa Aragorn prepriča Theodena, da skupaj odjezdijo ven. Vtem prijezdi Gandalf, ki je pripeljal celotno rohansko vojsko jezdecev, ki orke prežene.
Medtem Merjadok in Pipin skušata prepričati ente, naj napadejo Orthanc. Enti pa so bitja, ki se ne zmenijo dosti za druge rase, zato hobita prepričata Drevobrada, naj ju odnese na jug in tam izpusti. Pot jih popelje mimo Orthanca, kjer Drevobrad vidi obširne gozdove, ki jih je dal Saruman posekati. S tem so pridobili dovolj lesa, da so oborožili ogromno vojsko orkov, ki napadajo Rohan. To uničenje Drevobrada spodbudi, da skliče vse ente in skupaj napadejo preostanek orkov, ki varujejo Orthanc. Enti porušijo jez, ki zalije jame, v katerih so izdelovali orkovsko orožje. Veliko entov se nato odpravi proti Helmovemu breznu, kjer pobijejo vse orke, ki pobegnejo pred rohansko vojsko.

## Razlike med filmom in izvirnikom
Stolpa v začetku ni bil mišljen kot posamezen film. Deli zgodbe naj bi bili vključeni v Bratovščino prstana prvega izmed dveh filmov iz serije Gospodar prstanov, kakor so to načrtovali v Miramaxu. Ko pa je v studiu New Line Cinema serija postala trilogija, so Jackson, Fran Walsh in Phillipa Boyens temeljito preuredili scenarije.
Najbolj opazna razlika je v strukturi zgodbe. Tolkienova knjiga Stolpa je razdeljena na dva dela: eden opisuje pot Froda in Sama v Mordor, drugi pa se osredotoča na vojno v Rohanu. Dela sta povsem ločena, najprej je v celoti napisan eden, potem pa drugi, v filmu pa sta oba dela prepletena.